# Masonjoany

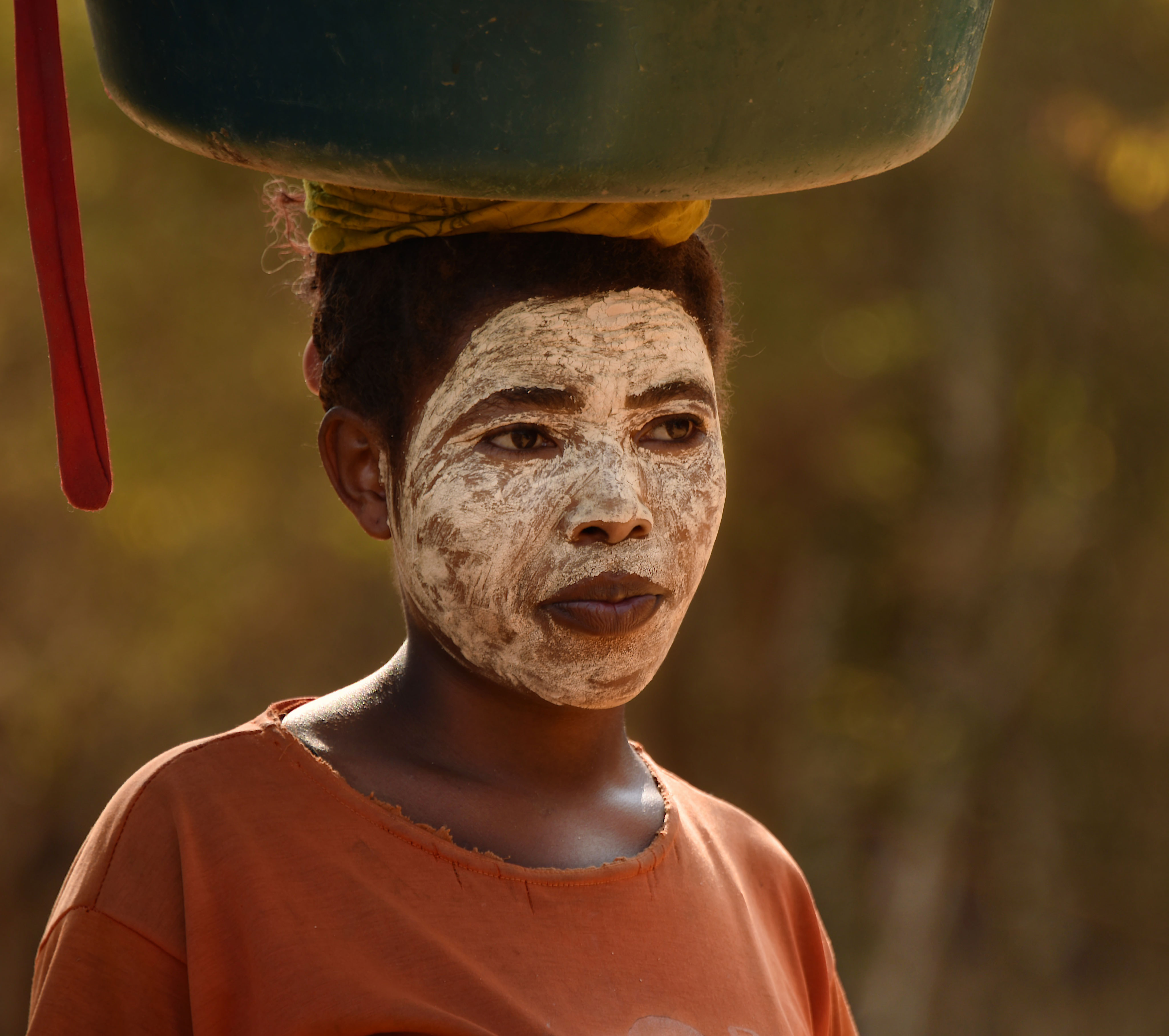
Una mujer malgache con masonjoany protector y cargando ropa en la cabeza.

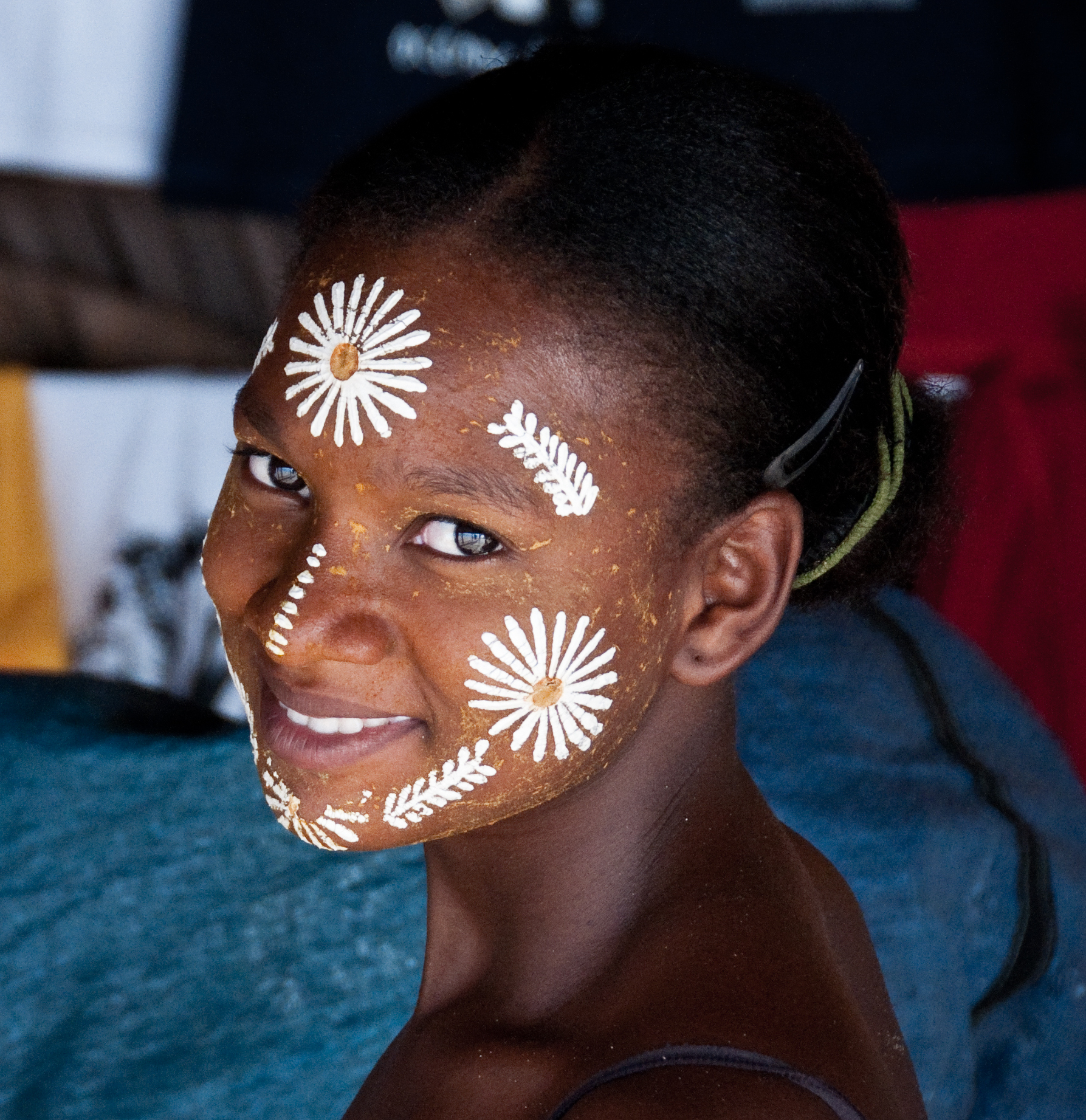
Una niña malgache en Nosy Be vistiendo masonjoany decorativo.

Masonjoany (o msindanu o msindzano en Comoras y Mayotte) es una pasta cosmética y protector solar hecha de madera molida. Las mujeres y niñas de Madagascar, Comoras y Mayotte la usan como máscara protectora y decorativa. En Madagascar, la pasta tiene formas amarillas y blancas, con la masonjoany amarilla derivada de la madera de tabàky o sándalo de Madagascar (Coptosperma madagascarensis), y la masonjoany blanca derivada de la madera del aviavy o fihamy tree (Ficus grevei). En Comoras, el árbol más utilizado para msindzano es el sándalo indio (Santalum album). La madera se muele contra una superficie de cerámica, piedra o esqueleto de coral y se combina con agua y aceite para hacer la pasta. La práctica en Madagascar se origina en el intercambio cultural entre los nativos malgaches y los comerciantes indios en Nosy Be.
Masonjoany es a la vez protector y decorativo: las mujeres lo usan como protector solar y repelente de insectos, y a veces lo pintan en diseños naturales y abstractos con una mezcla de pastas blancas y amarillas contrastantes. Los motivos comunes en la mampostería decorativa incluyen flores, estrellas y hojas. Otros beneficios asociados con la albañilería en Madagascar incluyen el antienvejecimiento, la eliminación de las impurezas de la piel y la limpieza de la piel. Otros beneficios asociados en las Comoras incluyen el aclaramiento de la piel y el tratamiento de dolencias médicas como eczema, acné y alergias.
Masonjoany en Madagascar también se usa para rituales religiosos y concursos de belleza. El biólogo molecular Gianfranco Rasuelo informó que una mujer malgache que había conocido en la calle le había dicho que se untaba masonjoany amarillo en los rostros de las viudas en duelo, pero señaló que esta información es apócrifa. La pasta es típica de la región costera del noroeste de Madagascar, particularmente por las mujeres Sakalava y Vezo en las provincias de Nosy Be, Antsiranana, y Toliara—aunque se ha extendido por toda la isla y ahora se puede encontrar adornando los rostros de las mujeres hasta las tierras altas centrales. La máscara es omnipresente en todo Mayotte y es común, aunque decreciente en popularidad, en las Comoras.